# Варалло
Варалло (итал. Varallo) — коммуна в Италии, также известная как Варалло-Сезия, располагается в регионе Пьемонт, в провинции Верчелли.
Население составляет 7545 человек (2008 г.), плотность населения составляет 86 чел./км². Занимает площадь 88 км². Почтовый индекс — 13019. Телефонный код — 0163.
Покровителем коммуны почитается святой Гауденций из Новары, празднование 22 января.
.

## Демография
Динамика населения:

## Достопримечательности

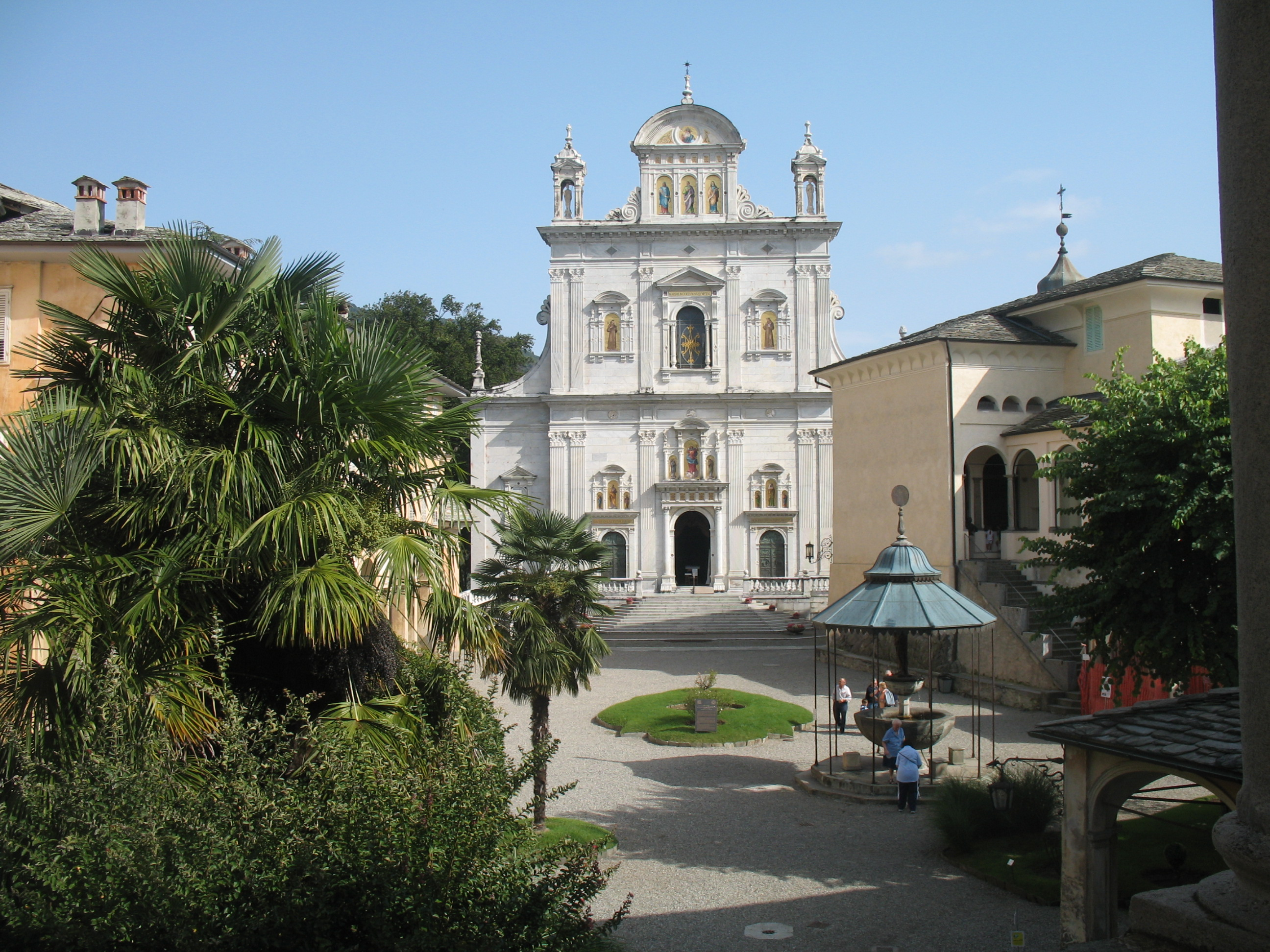
Сакро-Монте-ди-Варалло

- Сакро-Монте-ди-Варалло

## Города-побратимы
- Ди, Франция

## Администрация коммуны
- Официальный сайт: http://www.comune.varallo.vc.it